# 광혜원시외버스정류장
광혜원시외버스정류장은 충청북도 진천군 광혜원면 진광로 1563 (광혜원리)에 위치한 대한민국의 시외버스터미널이다. 이전에는 광혜원시외버스공동정류소라고 불렸다.
본래 터미널 건물은 2층 건물로 구성되어 있으며 건물 대부분이 상가가 입점하고 있으며 대합실 등의 시외버스정류장 관련 시설 면적은 상대적으로 좁다. 2007년까지 매표소 안에 매점이 있었으나 현재는 폐점하여 없다.
이 때문에 터미널에는 승차홈도 없고 버스를 이용하려는 승객들은 도로에서 승하차 하는 등 불편함과 사고 위험성이 높아서 옛 SK만승주유소 및 인근 부지 5,940m2을 매입해 정류소 시설 및 승객편의 시설을 새로이 건설해 2019년 5월 1일부터 이전했다. 이전한 신설 터미널 건물은 4차선 도로인 진광로 도로변에 위치하며, 터미널에는 대합실과 승차시설 4개홈을 설치해 이전처럼 도로에서 승하차하는 위험을 해소했다. 단, 시내버스의 경우 이곳을 기,종점으로 하여 기존 터미널과 시내를 경유하는 방식으로 운행하게 된다.

## 운행 노선

### 시외버스
| 방면        | 행선지                                                                                                 |
| ----------- | --- |
| 수도권 방면 | 고양화정, 동서울, 남서울, 백암, 부천, 비산동, 서수원, 성남, 수원, 안산, 안양, 양지, 인천, 죽산, 호계동 |
| 충청권 방면 | 대소, 무극, 삼성, 상곡, 음성, 이월, 진천, 청주                                                         |

### 시내버스
진천군의 농어촌버스
이 버스는 선수촌을 경유하는 버스를 포함해 농어촌버스가 자주 온다.
안성시의 시내버스
| 노선 번호 | 운행구간           | 운행구간 | 운행구간 | 경유지                                                                                      | 배차 간격 (분) | 비고        |
| --------- | ------------------ | -------- | -------- | ------------------------------------------------------------------------------------------- | -------------- | ----------- |
| 17        | 죽산시외버스터미널 | ↔        | 광혜원   | 두원공대(입구), 천계리, 칠장사입구, 한겨레고등학교17-1 죽산 행 17-2 광혜원 행, 두교산업단지 | 14회 60분      | 06:15~21:20 |